# 利特爾霍普 (喬治亞州)
利特爾霍普（英語：Little Hope）是位於美國喬治亞州塞米諾爾縣的一個非建制地區。該地的面積和人口皆未知。

## 地理
利特爾霍普的座標為31°00′47″N 84°54′34″W / 31.01306°N 84.90944°W，而該地的平均海拔高度為43米（即141英尺）。